# Fire (Bruce Springsteen)
Fire is een nummer geschreven door de Amerikaanse artiest Bruce Springsteen in 1977. Het nummer kende het grootste succes in de uitgave van The Pointer Sisters, die het op 2 oktober 1978 uitbrachten als de eerste single van hun album Energy. Op 1 januari 1987 bracht Springsteen met zijn E Street Band een liveversie van het nummer uit als de tweede single van het album Live 1975–85.

## Versies van Bruce Springsteen
Bruce Springsteen zag Fire als een nummer dat opgenomen had kunnen worden door zijn idool Elvis Presley. Hij schreef het nadat hij op 28 mei 1977 in Philadelphia bij een optreden van Presley was. Hij vertelde hierover: "Ik stuurde een demo aan [Elvis], maar hij overleed voordat het aankwam."
Springsteen nam een studioversie van Fire op tijdens de sessies voor zijn album Darkness on the Edge of Town uit 1978, maar het was een van de 52 nummers die het album niet haalde omdat ze niet aansloten bij het thema. Zijn manager Jon Landau vertelde dat Springsteen bezorgd was dat zijn platenmaatschappij Columbia Records het nummer als single zou hebben uitgebracht, ondanks dat de single niet representatief zou zijn voor het album.
Springsteen zou jaloers zijn geweest toen de versie van Fire door The Pointer Sisters een groot succes bleek; op dat moment was zijn eigen meest succesvolle single Born to Run, dat de 23e positie haalde in de Amerikaanse Billboard Hot 100. The Pointer Sisters waren de tweede act die een grote hit scoorden met een nummer van Springsteen: een jaar eerder scoorde Manfred Mann's Earth Band een nummer 1-hit met Blinded by the Light. In 1980 scoorde hij uiteindelijk zijn eerste eigen top 10-hit met Hungry Heart.
Alhoewel Fire niet op Darkness on the Edge of Town verscheen, werd het wel live gespeeld tijdens de bijbehorende tournee en sindsdien wordt het vaak live gespeeld. Op het livealbum Live/1975-85 uit 1986 is een opname van het nummer tijdens het concert op 16 december 1978 in San Francisco opgenomen. Deze versie werd uitgebracht als single en bereikte de 46e plaats in de Verenigde Staten en de 54e plaats in het Verenigd Koninkrijk. Ook in Nederland en Vlaanderen werd het een hit; in Nederland kwam het tot plaats 21 in de Top 40 en plaats 22 in de Nationale Hitparade Top 100, terwijl in Vlaanderen plaats 39 in de Ultratop 50 werd behaald. De videoclip ter promotie van de single was een akoestisch optreden van Springsteen tijdens de Bridge School Benefit in 1986.
De studioversie van Fire verscheen voor het eerst officieel op de box set The Promise uit 2010. Een video van het nummer verscheen op The Promise: The Darkness on the Edge of Town Story als onderdeel van de dvd Thrill Hill Vault Houston '78 Bootleg: House Cut.

## Versie van The Pointer Sisters
Fire was het eerste nummer dat The Pointer Sisters als trio uitbrachten met Anita, June en Ruth Pointer, na het vertrek van Bonnie Pointer. Het nummer verscheen op het album Energy met Anita als leadzangeres. Producer Richard Perry introduceerde het nummer aan de groep door middel van een opname van Springsteen. Anita zei hierop: "Het is te laag voor mij, ik denk dat je wilt dat Ruthie het zingt", waarop Perry antwoordde: "Nee, ik wil dat jij het zingt".
Fire werd in de versie van The Pointer Sisters een nummer 2-hit in de Amerikaanse Billboard Hot 100, enkel achter Da Ya Think I'm Sexy? van Rod Stewart. Het bleek, samen met Slow Hand uit 1981, de grootste hit van de groep in hun thuisland. Het nummer werd een internationale hit met nummer 1-posities in Nederland in zowel de Top 40 als de Nationale Hitparade, in de Vlaamse BRT Top 30, en in Nieuw-Zeeland en Zuid-Afrika. In andere landen behaalde het ook de hitlijsten, met plaats 3 in Canada, plaats 7 in Australië, plaats 10 in Oostenrijk, plaats 34 in het Verenigd Koninkrijk en plaats 35 in Duitsland.
Anita Pointer vertelde over het nummer: "Fire werd onze eerste gouden single: we hadden eerder al gouden platen behaald, maar ik realiseerde me niet wat een gouden single voor verschil kon maken... dat ene nummer wordt gedraaid over de hele wereld. Het werd een grote hit voor ons en maakte een groot verschil in onze carrière."

## Andere versies
Neo-rockabillyzanger Robert Gordon zorgde voor de eerste uitgebrachte versie van Fire. Gordon ontmoette Springsteen via diens basgitarist Garry Tallent. Zij waren vrienden toen Springsteen het nummer aan hem gaf na een liveoptreden van Gordon en Link Wray. Volgens Gordon was het "een keuze tussen Fire en een ander nieuw nummer, maar hij besloot om het andere nummer voor zichzelf te houden". Springsteen speelde de piano op de opname van het nummer van Gordon, dat verscheen op diens album Fresh Fish Special uit 1978. Deze versie werd veel gedraaid op Amerikaanse rockradiozenders en bereikte de 106e plaats in de hitlijst van het tijdschrift Record World.
Onder de andere artiesten die Fire opnamen, vallen Babyface met Des'ree (voor de soundtrack van de film Hav Plenty), Anna Calvi, Cher, Fleurine, de Gaston Brothers, Enrique Iglesias, Ingrid Peters, Tom Jones, Chuck Loeb, Anita Meyer, Kurt Ostbahn, Michèle Richard, Rock Hotel, Shakin' Stevens, de Henning Stærk Band en Link Wray (die op de versie van Gordon meespeelde).
Jan Rot maakte in 2015 voor zijn album Kampvuur een vrij letterlijke vertaling op de titel na: Tering!.

## Hitnoteringen

### Bruce Springsteen

#### Nederlandse Top 40
| Hitnotering: 21-03-1987 t/m 18-04-1987 | Hitnotering: 21-03-1987 t/m 18-04-1987 | Hitnotering: 21-03-1987 t/m 18-04-1987 | Hitnotering: 21-03-1987 t/m 18-04-1987 | Hitnotering: 21-03-1987 t/m 18-04-1987 | Hitnotering: 21-03-1987 t/m 18-04-1987 | Hitnotering: 21-03-1987 t/m 18-04-1987 |
| Week                                   | 1                                      | 2                                      | 3                                      | 4                                      | 5                                      |                                        |
| -------------------------------------- | -------------------------------------- | -------------------------------------- | -------------------------------------- | -------------------------------------- | -------------------------------------- | -------------------------------------- |
| Positie                                | 34                                     | 26                                     | 21                                     | 24                                     | 30                                     | uit                                    |

#### Nationale Hitparade Top 100
| Hitnotering: 07-03-1987 t/m 09-05-1987 | Hitnotering: 07-03-1987 t/m 09-05-1987 | Hitnotering: 07-03-1987 t/m 09-05-1987 | Hitnotering: 07-03-1987 t/m 09-05-1987 | Hitnotering: 07-03-1987 t/m 09-05-1987 | Hitnotering: 07-03-1987 t/m 09-05-1987 | Hitnotering: 07-03-1987 t/m 09-05-1987 | Hitnotering: 07-03-1987 t/m 09-05-1987 | Hitnotering: 07-03-1987 t/m 09-05-1987 | Hitnotering: 07-03-1987 t/m 09-05-1987 | Hitnotering: 07-03-1987 t/m 09-05-1987 | Hitnotering: 07-03-1987 t/m 09-05-1987 |
| Week                                   | 1                                      | 2                                      | 3                                      | 4                                      | 5                                      | 6                                      | 7                                      | 8                                      | 9                                      | 10                                     |                                        |
| -------------------------------------- | -------------------------------------- | -------------------------------------- | -------------------------------------- | -------------------------------------- | -------------------------------------- | -------------------------------------- | -------------------------------------- | -------------------------------------- | -------------------------------------- | -------------------------------------- | -------------------------------------- |
| Positie                                | 75                                     | 31                                     | 24                                     | 22                                     | 22                                     | 36                                     | 36                                     | 38                                     | 59                                     | 88                                     | uit                                    |

#### NPO Radio 2 Top 2000
| Nummer met noteringen in de NPO Radio 2 Top 2000 | '18  | '19  | '20  | '21  | '22  |
| ------------------------------------------------ | ---- | ---- | ---- | ---- | ---- |
| Fire                                             | 1531 | 1330 | 1632 | 1783 | 1993 |

1. ↑  Een vetgedrukt getal geeft de hoogste notering aan.
2. ↑  2018 was het eerste jaar met een notering voor dit nummer.
3. ↑  Deze tabel is bijgewerkt tot en met de laatste editie (2024).

### The Pointer Sisters

#### Nederlandse Top 40
| Hitnotering: 17-02-1979 t/m 05-05-1979 | Hitnotering: 17-02-1979 t/m 05-05-1979 | Hitnotering: 17-02-1979 t/m 05-05-1979 | Hitnotering: 17-02-1979 t/m 05-05-1979 | Hitnotering: 17-02-1979 t/m 05-05-1979 | Hitnotering: 17-02-1979 t/m 05-05-1979 | Hitnotering: 17-02-1979 t/m 05-05-1979 | Hitnotering: 17-02-1979 t/m 05-05-1979 | Hitnotering: 17-02-1979 t/m 05-05-1979 | Hitnotering: 17-02-1979 t/m 05-05-1979 | Hitnotering: 17-02-1979 t/m 05-05-1979 | Hitnotering: 17-02-1979 t/m 05-05-1979 | Hitnotering: 17-02-1979 t/m 05-05-1979 | Hitnotering: 17-02-1979 t/m 05-05-1979 |
| Week                                   | 1                                      | 2                                      | 3                                      | 4                                      | 5                                      | 6                                      | 7                                      | 8                                      | 9                                      | 10                                     | 11                                     | 12                                     |                                        |
| -------------------------------------- | -------------------------------------- | -------------------------------------- | -------------------------------------- | -------------------------------------- | -------------------------------------- | -------------------------------------- | -------------------------------------- | -------------------------------------- | -------------------------------------- | -------------------------------------- | -------------------------------------- | -------------------------------------- | -------------------------------------- |
| Positie                                | 18                                     | 9                                      | 2                                      | 1                                      | 1                                      | 1                                      | 1                                      | 2                                      | 5                                      | 8                                      | 19                                     | 29                                     | uit                                    |

#### Nationale Hitparade
| Hitnotering: 24-02-1979 t/m 12-05-1979 | Hitnotering: 24-02-1979 t/m 12-05-1979 | Hitnotering: 24-02-1979 t/m 12-05-1979 | Hitnotering: 24-02-1979 t/m 12-05-1979 | Hitnotering: 24-02-1979 t/m 12-05-1979 | Hitnotering: 24-02-1979 t/m 12-05-1979 | Hitnotering: 24-02-1979 t/m 12-05-1979 | Hitnotering: 24-02-1979 t/m 12-05-1979 | Hitnotering: 24-02-1979 t/m 12-05-1979 | Hitnotering: 24-02-1979 t/m 12-05-1979 | Hitnotering: 24-02-1979 t/m 12-05-1979 | Hitnotering: 24-02-1979 t/m 12-05-1979 | Hitnotering: 24-02-1979 t/m 12-05-1979 | Hitnotering: 24-02-1979 t/m 12-05-1979 |
| Week                                   | 1                                      | 2                                      | 3                                      | 4                                      | 5                                      | 6                                      | 7                                      | 8                                      | 9                                      | 10                                     | 11                                     | 12                                     |                                        |
| -------------------------------------- | -------------------------------------- | -------------------------------------- | -------------------------------------- | -------------------------------------- | -------------------------------------- | -------------------------------------- | -------------------------------------- | -------------------------------------- | -------------------------------------- | -------------------------------------- | -------------------------------------- | -------------------------------------- | -------------------------------------- |
| Positie                                | 8                                      | 2                                      | 1                                      | 1                                      | 1                                      | 1                                      | 2                                      | 2                                      | 8                                      | 17                                     | 23                                     | 47                                     | uit                                    |

#### NPO Radio 2 Top 2000
| Nummer met noteringen in de NPO Radio 2 Top 2000 | '99 | '00  | '01  | '02 | '03 | '04 | '05 | '06 | '07 | '08 | '09  | '10  | '11  | '12  | '13  | '14  | '15  | '16  | '17 | '18  | '19  | '20  | '21  | '22  | '23  |
| ------------------------------------------------ | --- | ---- | ---- | --- | --- | --- | --- | --- | --- | --- | ---- | ---- | ---- | ---- | ---- | ---- | ---- | ---- | --- | ---- | ---- | ---- | ---- | ---- | ---- |
| Fire                                             | 794 | 1098 | 1022 | 785 | 953 | 768 | 853 | 557 | 886 | 730 | 1079 | 1100 | 1230 | 1440 | 1085 | 1475 | 1839 | 1721 | -   | 1519 | 1744 | 1774 | 1590 | 1979 | 1919 |

1. ↑  Een '-' betekent dat het nummer niet was genoteerd en een vetgedrukt getal geeft de hoogste notering aan.
2. ↑  Deze tabel is bijgewerkt tot en met de laatste editie (2024).

E Street Band: Bruce Springsteen · Roy Bittan · Nils Lofgren · Patti Scialfa · Garry Tallent · Steven Van Zandt · Max Weinberg
Jake Clemons · Charles Giordano · Soozie Tyrell
Voormalige leden: Ernest Carter · Clarence Clemons · Danny Federici · Vini Lopez · David Sancious
Voormalige tourmuzikanten:
Everett Bradley · Barry Danielian · Clark Gayton · Curtis King · Suki Lahav · Ed Manion · The Miami Horns · Cindy Mizelle · Michelle Moore · Tom Morello · Curt Ramm · Jay Weinberg